# Sébastien Schmidt
Pour les articles homonymes, voir Sebastian Schmidt et Schmidt.
Sébastien Schmidt, né à Lampertheim (Bas-Rhin) le 6 janvier 1617 et mort à Strasbourg le 6 janvier 1696, est un théologien protestant  et professeur de théologie alsacien.